# Большое Яниково (Чувашия)
Большо́е Яни́ково (чув. Пысӑк Енккаси) — деревня в Урмарском районе Чувашской Республики. Является административным центром Большеяниковского сельского поселения.

## География
Расположена в 11 км (по дорогам) западнее районного центра — посёлка Урмары, на берегах реки Средний Аниш.

## История
Как повествует предание, основана служивым чувашом Яником. Он имел заслуги перед царем, за что был награждён целым возом денег и наделен большими участками земли. Из Большого Яникова выделилась деревня Малое Яниково. Переселенцами из Большого Яникова был основан и выселок Шоркистры в 1725 г.
После образования Цивильского уезда в конце XVI века, Большое Яниково является центром Яниково-Шоркистринской волости.
На 1-е января 1858 года в деревне насчитывалось:
- Мужчин — 250
- Женщин — 260.

По сведениям 1859 года в деревне насчитывалось 89 дворов и
- Мужчин — 254
- Женщин — 262.

По сведениям 1902 года в деревне насчитывалось 140 дворов и
- Мужчин — 324
- Женщин — 355.

На 1902 год были следующие промысловые заведения в деревне:
| Название заведений         | Доходность в руб. | Владелец заведения | Год основания |
| -------------------------- | ----------------- | ------------------ | ------------- |
| Водяная мельница           | 200               | Д.Щербаков         | 1883          |
| Колесное                   | 5                 | Е.Якимов           | 1890          |
| Портняжное                 | 10                | Г.Иванов           | 1881          |
| Плетение мебели из прутьев | 20                | С.Никитин          | 1891          |
| Плотничное                 | 18                | Н.Прохоров         | 1898          |
| Стекольное                 | 10                | А.Максимов         | 1899          |

В 1930 году деревня находилась в составе Больше-Яниковского сельского совета и был образован колхоз «Трактор».

По состоянию на 1 мая 1981 года деревня входит в состав Большеяниковского сельского совета и в состав совхоза «им. XXV партсъезда».

## Население
| 2010 | 2012 | 2015 |
| ---- | ---- | ---- |
| 442  | ↗554 | ↘431 |

## Инфраструктура

### Большеяниковская общеобразовательная школа
В 1881 году по донесению Яниково-Шоркистринского волостного правления было грамотных по волости 19 человек, в том числе в Б.Яниково 1 человек, Евгений Михайлов-Крылов.
Школа грамотности открылась в феврале 1889 году при 11 учениках. По отзыву ревизора, посетившего школу в первый год, ученики «ничего не знали» из-за «неразвитости» учителя. Вскоре была преобразована в школу братства святителя Гурия. В 1891-92 учебном году в ней обучалось 22 мальчика. Учителем работал Афанасий Никифоров, который получал от братства 50 рублей. Школа помещалась в наемном помещении, плату за которое вносило земство. Оно же выделяло 24 рубля на нужды школы. Из других источников школа имела 84 рубля в год. В 1905-06 учебном году в школе обучалось 29 мальчиков и одна девочка. Из-за недостатка средства была закрыта около 1906 года.
Земское начальное училище открылось в ноябре 1909 г. Здесь работали 2 учительницы, которые проживали на школьной квартире, и законоучитель. В 1915-16 учебном году в школе обучалось 79 учеников, из них — двое русской, остальные — чувашской национальности.

### Большеяниковская сельская библиотека
В 1890 году было утверждено положение о бесплатных народных библиотеках. В 1908 году в Цивильском уезде земство открыло 12 библиотек (по одной на волость). В Яниковско-Шоркистринской волости библиотекарем являлся крестьянин из деревни Большое Яниково Никифор Васильев. Его сменил местный крестьянин В.Дмитриев, который в 1916 г. Выехал из деревни.

В 1916—1938 годах изба-читальня находилась в доме крестьянки Ивановой Марфы. Семейные обстоятельства вынудили поменять место читальни и неоднократно. Это были дома Тарасовых, Григорьевой Анны, Васильевой Веры. В 1960 году в деревне был построен Дом культуры, и с тех пор библиотека нашла в нём постоянное место.

## Люди, связанные с деревней
- Архипов Юрий Порфирьевич (1957, д. Ыхра-Сирма) — заслуженный работник физической культуры и спорта Чувашской Республики, учитель физической культуры Большеяниковской средней школы.
- Алексеева Татьяна Геннадьевна (1962, д. Большое Яниково) — заслуженный врач Чувашской республики, врач терапевт Урмарской районной больницы.
- Вандюкова Валентина Васильевна (1925—1997, с. Бичурино) — заслуженный врач Чувашской Республики, врач Большеяниковской больницы.
- Владимиров, Николай Николаевич — сенатор РФ;
- Владимирова Вера Ивановна (1944, д. Шутнербоси) — заслуженный экономист Чувашской АССР, главный экономист колхоза «Динамо», затем совхоза «им. XXV партсъезда».
- Григорьев Николай Петрович (д. Б. Яниково) — заслуженный работник сельского хозяйства Чувашской Республики.
- Гурьева Раиса Терентьевна (1953) — заслуженный учитель Чувашской республики, учитель математики Большеяниковской средней школы.
- Егорова Римма Капитоновна — заслуженный агроном Чувашской Республики, главный агроном колхоза «Динамо», Депутат Верховного Совета РСФСР от Чувашской АССР 1963 года.
- Еник (Романов) Мирон Романович (1914—1980, д. Большое Яниково) — журналист, писатель, переводчик, член Союза журналистов СССР (1958).
- Калягин Станислав Александрович (1939, д. Большое Яниково) — заслуженный работник сельского хозяйства Чувашской Республики.
- Никифоров Исаак Никифорович (Александр Янташ) (1914−1972, д. Большое Яниково) — писатель-фронтовик. С 1995 по 1966 годы[источник не указан 1413 дней] — директор Чувашского книжного издательства. Преподаватель Чувашского сельскохозяйственного института, кандидат исторических наук.
- Якимова Клавдия Ивановна (1938, д. Шихабылово) — заслуженный учитель Российской Федерации, учитель химии Большеяниковской средней школы.
- Яковлева Нина Михайловна (1940, д. Большое Яниково) — народная артистка РСФСР и ЧАССР.